# Nomerobius signatus
Nomerobius signatus is een insect uit de familie van de bruine gaasvliegen (Hemerobiidae), die tot de orde netvleugeligen (Neuroptera) behoort. 
Nomerobius signatus is voor het eerst wetenschappelijk beschreven door Hagen in 1888.